# Richard Florida

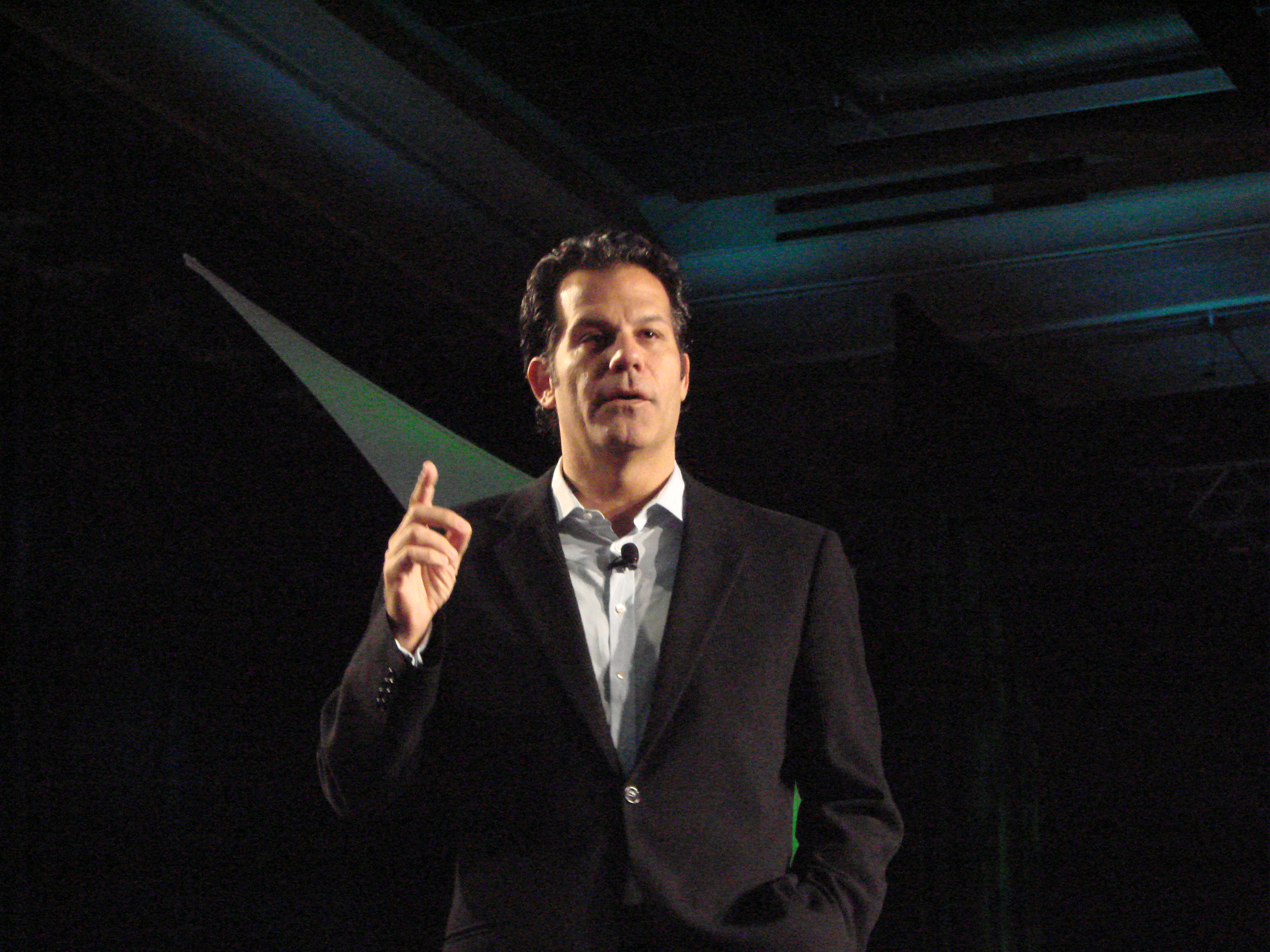
Richard Florida (2006)

Richard Florida (Newark (New Jersey), 1957) is een Amerikaanse socioloog en urbane wetenschapper aan de Amerikaanse George Mason Universiteit. Hij verwierf bekendheid door zijn publicaties over de creatieve klasse en de rol van deze groep in stedelijke ontwikkeling. Zijn bekendste boek is The rise of the creative class (2002), waarin hij de opkomst van een (hoogopgeleide) creatieve klasse beschrijft.

## De creatieve klasse
Richard Florida heeft de term creatieve klasse geïntroduceerd. De creatieve klasse is een deel van de beroepsbevolking, namelijk het deel dat innovatieve arbeid doet. Beroepsgroepen die binnen de creatieve klasse vallen zijn onder andere ontwerpers, wetenschappers en andere kenniswerkers. Florida stelde een lijst op met welke beroepsgroepen tot de creatieve klasse behoren. Deze lijst kreeg echter de voornaamste kritiek, omdat er geen duidelijke criteria werden gesteld.
De theorie van Florida is niet onomstreden, maar heeft in Amsterdam geleid tot talrijke maatregelen om de stad aantrekkelijker te maken voor creatievelingen. Ook andere Nederlandse steden zijn op zoek naar de "creative class".

## Publicaties
Publicaties van Richard Florida zijn onder andere: 
- Industrializing Knowledge: University-Industry Linkages in Japan and the United States (1999)
- The Rise of the Creative Class (2002)
- The Flight of the Creative Class. The New Global Competition for Talent (2005)
- Who's Your City (2008)